# 阿曼达·伊莱斯泰特
阿曼达·伊莱斯泰特（瑞典語：Amanda Ilestedt，1993年1月17日—），瑞典女子足球运动员。她曾代表瑞典参加2020年夏季奥林匹克运动会足球比赛，获得一枚银牌。

## 家庭
表哥奥利弗·埃克曼-拉松是冰球选手。